# Dolichopus tikhonovi
Dolichopus tikhonovi är en tvåvingeart som först beskrevs av Grichanov 1998.  Dolichopus tikhonovi ingår i släktet Dolichopus och familjen styltflugor.
Artens utbredningsområde är Angola. Inga underarter finns listade i Catalogue of Life.